# Adrienne Maree Brown
Adrienne Maree Brown, née le 6 septembre 1978, est une écrivaine, militante et animatrice. De 2006 à 2010, elle est directrice exécutive de la Ruckus Society. Elle cofonde et dirige également la Ligue américaine des jeunes électeurs.
Elle décrit sa pensée comme étant postnationaliste, et d'autres l'ont décrite comme appartenant au féminisme noir ou au womanisme.
Elle soutient également, entre autres, Black Lives Matter et l'abolition de la prison.
Une grande partie de son travail d'écrivain est basée sur les écrits de l'auteur de science-fiction Octavia E. Butler. Son premier livre, Emergent Strategy, est publié en 2017. D'autres livres incluent Pleasure Activism: The Politics of Feeling Good, publié en 2019, et We Will Not Cancel Us, publié en 2020.
Elle gère également des podcasts et publie un projet musical. De plus, elle travaille comme doula.

## Biographie

### Début de la vie
Adrienne Maree Brown nait le 6 septembre 1978 à El Paso, au Texas, d'un couple métis qui s'est rencontré à l'université de Clemson en Caroline du Sud. Elle est l'aînée de trois enfants. Son père est militaire, et elle passe une grande partie de son enfance à l'étranger, en Allemagne, ainsi qu'en Géorgie, à New York et en Californie. En tant qu'enfants métis, Brown et ses sœurs sont victimes de racisme à l'école.
Elle fréquente l'université Columbia où elle suit les études afro-américaines, les sciences politiques et le chant. Elle est à l'université lorsqu'Amadou Diallo est tué par des policiers en 1999. Elle cite cette période comme étant cruciale pour le développement de sa conscience politique, notamment en ce qui concerne les questions de maintien de l'ordre et de race. Elle s'identifie comme bisexuelle et raconte des expériences d'homophobie et d'agression sexuelle.
Après l'obtention de son diplôme de Columbia, elle commence à travailler avec la Harm Reduction Coalition à Brooklyn et est facilitatrice de justice sociale au Forum social,.
Elle déménage à Détroit en 2009 à la suite de l'invitation à consulter Detroit Summer en 2006 et le fait qu'elle fréquente le rappeur Invincible, basé à Détroit,.

### Activisme à Détroit et au-delà
À partir de 2006, Adrienne Maree Brown travaille avec des organisations de justice sociale à Détroit,.
En 2006, elle est consultante chez Detroit Summer, basé au Boggs Center. À partir de là, elle développe une relation solide avec Grace Lee Boggs, qu'elle considère comme sa mentor,,. Adrienne Maree Brow est une figure majeure de l'Allied Media Conference en tant qu'hôte et facilitateur.
Entre 2006 et 2010, elle travaille aussi comme directrice exécutive de la Ruckus Society. Elle cofonde et dirige la Ligue des électeurs jeunes/énervés.
À propos de son travail à Détroit, elle écrit : « Nos actions doivent viser le monde que nous voulons. Nous devons faire du guerrilla gardening et allumer le chauffage et l'eau des gens. Nous devons être les guérilleros qui installent des panneaux solaires dans le capot. C'est ce que Détroit m'a appris ».
Elle soutient les candidats démocrates aux élections présidentielles, encourageant ses lecteurs à voter pour Joe Biden et Barack Obama.
Brown décrit sa pensée comme étant du postnationalisme,. D'autres l'ont décrit comme du féminisme noir ou du womanisme,.
Elle exprime aussi son soutien au mouvement Black Lives Matter. Dans son livre We Will Not Cancel Us, elle exprime son soutien au mouvement pour l'abolition des prisons,.

## Travaux

### Journalisme
Brown est actuellement contributrice à OUI!, un magazine axé sur le journalisme de solutions. Brown a auparavant contribué au journal basé à Détroit, The Michigan Citizen, et était chroniqueuse sur le sexe pour le magazine Bitch,.

### Livres et contributions aux livres
Brown publie de nombreux articles sur le sexe, la guérison, les soins personnels, les traumatismes, et la science-fiction. Une grande partie de son travail d'écrivain est basée sur les écrits de l'auteure de science-fiction Octavia E. Butler. On dit que son propre style d'écriture appartient au genre afrofuturiste.
En 2010, elle publie le Octavia Butler Strategic Reader avec Alexis Pauline Gumbs. En 2013, elle reçoit un Detroit Knight Arts Challenge Award pour diriger une série d'ateliers d'écriture de science-fiction basés sur Octavia Butler. En 2015, elle collabore avec Walidah Imarisha (en) et Sheree Renee Thomas pour éditer et publier Octavia's Brood: Science Fiction Stories from Social Justice Movements, un recueil de 20 nouvelles et essais sur la justice sociale inspirés par Butler,,.
Son premier livre, Emergent Strategy, qui examine le changement social durable, est publié en 2017 par AK Press et acclamé par la critique,,. Brown définit l'émergence comme « la manière dont des systèmes et des modèles complexes naissent d'une multiplicité d'interactions relativement simples » et décrit la stratégie émergente comme un « code de vie » efficace à la fois dans l'organisation et dans la vie personnelle.
Emergent Strategy cède la place à une série d'essais publiés par AK Press sur la justice transformatrice durable, y compris la publication de novembre 2020 We Will Not Cancel Us And Other Dreams of Transformative Justice and Holding Change: The Way of Emergent Strategy Facilitation and Mediation, sortie en mai. 2021,. Le livre de 2020 We Will Not Cancel Us examine les questions de préjudice, de responsabilité et de justice transformatrice, s'adressant principalement à un public de militants et d'autres personnes s'organisant autour de l'abolition des prisons,.
Brown contribue à de nombreuses anthologies axées sur la justice, la transformation et le féminisme, notamment How to Get Stupid White Men Out of Office: The Anti-Politics, Un-Boring Guide to Power (2004), Dreaming in Public: Building the Occupy Movement (2012), Chère sœur (2014) et Feminisms in Motion (2018), Comment nous combattons la suprématie blanche (2019) et Beyond Survival (2020),,,,,.
Brown écrit dans What is/is't transformative justice (2020), où elle plaide en faveur d'une justice transformatrice plutôt que du « retrait public » des individus qui se livrent à un comportement répréhensible. Brown exprime son mécontentement face aux retraits publics en ligne, au cours desquels des personnes qui commettent un préjudice relativement mineur, comme « dire quelque chose de raté » ou un préjudice important comme une agression sexuelle, sont publiquement déchiquetées. Brown affirme que ce processus cultive une « adhésion fondée sur la peur à des valeurs communes réductrices ». Ce qui est plutôt nécessaire, plaide-t-elle, c’est une justice transformatrice, car elle bénéficiera véritablement à la société. Elle décrit la justice transformatrice comme :« des pratiques de justice qui vont jusqu’à la racine du problème et y génèrent des solutions et une guérison, de telle sorte que les conditions qui créent l’injustice soient transformées ». Pour évoluer vers une justice transformatrice, Brown propose trois solutions.
Premièrement, Brown plaide pour que nous écoutions ceux qui nous ont fait du tort en nous demandant « pourquoi ? » comme cadre. Elle affirme qu’il est gratuit de qualifier de telles personnes de « louches, maléfiques ou psychotiques ». Selon elle, « le pourcentage de psychopathes dans le monde n’est tout simplement pas assez élevé pour justifier la facilité avec laquelle nous attribuons cette condition aux autres ». En demandant « pourquoi ? » , Brown prétend que nous humanisons ceux qui nous ont fait du mal. En posant cette question, nous pouvons comprendre que le chagrin, les abus, les traumatismes, la maladie mentale, la différence, la socialisation, l'enfance, le manque et la solitude expliquent les actions des gens. Ces réponses peuvent nous effrayer, car elles nous font réaliser que nous sommes susceptibles de commettre les mêmes transgressions. Néanmoins, demander « pourquoi ? » reste nécessaire pour parvenir à une justice transformatrice.
Deuxièmement, Brown propose que nous nous demandions « que pouvons-nous apprendre de cela ? » quand nous avons été blessés par d'autres. Selon Brown, « si la seule chose que [nous] pouvons apprendre d'une situation est que certains humains font de mauvaises choses, c'est une perte de [notre] temps précieux – [nous] le savons déjà ». Par conséquent, nous devons nous demander : « Que peut m’apprendre cette situation sur la manière d’améliorer notre société ? . À cet égard, Brown utilise l’exemple de Bill Cosby. Le comédien diffamé est un violeur de masse, désormais connu. Cependant, si nous avions cru la première femme qui s’est manifestée et a raconté son histoire vis-à-vis de Cosby, 40 autres viols auraient potentiellement pu être évités. Ainsi, Brown souligne la nécessité d’identifier les auteurs de préjudices, de les empêcher de récidiver et de « veiller à ce qu’ils subissent des interventions qui les transforment ».
Troisièmement, Brown suggère que nous nous demandions « comment mes actions en temps réel peuvent-elles contribuer à transformer cette situation (au lieu de l’aggraver) ? . Selon Brown, cette question est cruciale à l’ère des médias sociaux où « nous pouvons rendre notre douleur virale avant même d’avoir eu la chance de la ressentir ». Elle écrit que les démantèlements et les humiliations publiques se produisent souvent avant même que nous ayons connaissance des faits, ce qui est également vrai pour le deuil interpersonnel. Brown souligne que même si les personnes en position de pouvoir doivent être appelées lorsque cela est nécessaire, appeler quelqu'un pour tenter de résoudre un différend, lorsque vous disposez d'un numéro de téléphone portable, peut être plus bénéfique. En temps réel, il existe un espace de silence, de réflexion, de croissance et de repos, ce qui est absent des réseaux sociaux. Pour ces raisons, Brown suggère d’essayer d’obtenir un soutien en médiation, de penser à la communauté et de rechercher justice, pour résoudre le conflit.
Brown termine son article en soulignant que nous ne devrions pas chasser en meute un ennemi extérieur. Nous sommes responsables de la transformation de chacun et « non pas de la transformation d'humains imparfaits et dynamiques en morceaux de cendres, mais plutôt de la transformation de personnes et de communautés brisées en des êtres entiers ».
L'anthologie de Brown Pleasure Activism: The Politics of Feeling Good est sortie en février 2019 selon Catherine Lizette Gonzalez, sur le site d'information ColorLines, le livre « démontre comment les militants peuvent exploiter les désirs émotionnels et érotiques pour s'organiser contre l'oppression ». Le livre est apparu en avril 2019 sur la liste des meilleures ventes du New York Times pour les non-fictions de poche, où il était numéro six.
En septembre 2021, Brown publie la nouvelle Grievers, sa première œuvre de fiction de longue durée publiée.

### Musique
Le 25 mars 2021, Brown sort un EP intitulé The Sabbatical Suite. Il se compose de cinq chansons écrites en congé sabbatique en 2020, sur des rythmes de son ami musicien J-Mythos. Elle le qualifie de « petit projet musical étrange et intime »,.

### Podcasteuse
Aux côtés d'Autumn Brown, Brown dirige le podcast Comment survivre à la fin du monde, qui cherche à apprendre « de l'apocalypse avec grâce, rigueur et curiosité » et en est actuellement à sa 5e saison, à partir de 2021.
En juin 2020, Brown et Toshi Reagon commencent à héberger le podcast Octavia's Parables, qui donne une plongée approfondie dans La Parabole du semeur et La Parabole des talents d'Octavia E. Butler.
Le 23 juin 2022, Brown apparait dans « On with Krista Tippett » dans un épisode intitulé « Nous sommes à une époque de nouveaux soleils ».

## Travailler comme doula
Brown travaille également comme doula. Elle s'identifie comme une « doula radicale », car elle considère cela comme faisant partie de son activisme.

### Monographies
- Stratégie émergente : façonner le changement, changer les mondes (AK Press, 2017) (ISBN 9781849352604)
- Maintenir le changement : la voie de la facilitation et de la médiation des stratégies émergentes (AK Press, 2021) (ISBN 9781849354189)
- Nous ne nous annulerons pas, ainsi que d'autres rêves de justice transformatrice (AK Press, 2020) (ISBN 9781849354226)

### Fiction
- Grievers ( AK Press, 2021) (ISBN 9781849354523)

### Collections éditées
- (en) Adrienne Maree Brown, William Upski Wimsatt, How to Get Stupid White Men Out of Office: The Anti-Politics, Un-Boring Guide to Power, Soft Skull, 17 mars 2004, 160 p. (ISBN 1932360085)
- (en) Adrienne Maree Brown, Pleasure Activism, AK Press, 2019, 280 p. (ISBN 9781849353267)
- Octavia's Brood: Science Fiction Stories from Social Justice Movements ( AK Press, 2015) co-édité avec Walidah Imarisha et Sheree Renee Thomas , (ISBN 9781849352093)

## Récompenses et nominations
- Boursier en arts littéraires Kresge (2013)[51].
- Gagnant du Knights Arts Challenge (2013, 2015)[52],[53],[54].
- Bourse de résilience spirituelle de l'Institut Auburn (2019-2020)[51].
- Prix Jack P Blaney pour le dialogue du Centre universitaire Simon Frasier (2022)[51].
- Prix de l'Institut pour la pratique à but non lucrative (2022)[51].